# Adrapsa
Adrapsa — рід совкових з підродини совок-п'ядунів, який зустрічається в Азії.

## Систематика
У складі роду:
- Adrapsa ablualis Walker 1859
- Adrapsa alsusalis Walker 1859
- Adrapsa ambrensis Viette 1965
- Adrapsa angulifascia Rothschild 1920
- Adrapsa angulilinea Prout 1928